# ASC Kédia
ASC Kédia là một câu lạc bộ bóng đá Mauritanie đến từ Zouérat, thủ phủ của vùng Tiris Zemmour.
Câu lạc bộ thi đấu tại Giải bóng đá hạng nhất quốc gia Mauritanie.

## Sân vận động
Hiện tại đội bóng thi đấu trên sân vận động Stade Municipal Zouérate có sức chứa 1.000 chỗ ngồi.